# Hipersztén
A hipersztén a láncszilikátok között a piroxéncsoport leggyakoribb tagja, magnézium- és vastartalmú szilikátásvány. Rombos kristályai gyakoriak a vastartalmú meteoritokban ensztatit és ferroszilit társaságában. Változata a bronzit, melyben a vasoxid- (FeO) tartalom nem haladja meg a 15%-ot. A bronzitot ékszerkőnek is felhasználják, mert jól csiszolható és véshető. Az ensztatit és a bronzit a hipersztén izomorfjának tekinthető. A hipersztén archaikus elnevezése: paulinit.

## Kémiai összetétele
- Magnézium (Mg) 10,5%
- Vas (Fe) 24,0%
- Szilícium (Si) 24,2%
- Oxigén (O) 41,3%

## Keletkezése
Magmás kőzetekben, mélységi és kiömlési előfordulásban egyaránt képződik. Gyakran képződik lassan kihűlő magmából nagyszemcsés (pegmatitos) formákban, kisebb SiO2 tartalom esetén, amikor sötétebb árnyalatú kőzetek képződnek. Fontos kőzetalkotó elegykristály gabbró, norit, dácit, diorit, andezit és trachit-féleségek esetén valamint ezek breccsáiban és üregeikben, repedéseikben is megjelenik. Finomszemcsésen képződő magmás kőzetekben kristályai csak erős nagyításban figyelhetők meg. Metamorfikus képződése is előfordul, utó-magmás hatások következtében.
Hasonló ásványok: a piroxéncsoport tagjai.

## Előfordulásai
Ausztria területén stájerországi vidékeken főként Leoben közelében. Norvégiában Brusand és Sondalend környékén. Németországban Hessen tartományban és Észak-Rajna-Vesztfália területén Münsterlendban valamint Amsberg vidékén. Anglia területén Merseyside közelében. Skócia területén jelentős előfordulások ismertek. Franciaország területén Anverge és Bretagne vidékén. A Spanyolországhoz tartozó Kanári-szigeteken. Olaszországban Szicília-szigetén és Trentína környékén. Szlovákia területén Besztercebánya (Banska Bistrica) és Kassa (Kosice) környékén. Görögországban a nyugati területeken.Romániában a Hargita-hegységben nagy területen andezit előfordulásokban és Bihar megyében valamint Piski (Simeria) közelében. Oroszországban a Bajkál-tó vidékén és a murmanszki területen. Tunéziában nevezetességnek számít a Tataouine meteorit hipersztén tartalma. A Dél-afrikai Köztársaság területén Transvaal és Limpopo tartományokban. Ausztráliában a nyugati területeken, Queensland vidékein. Új-Zéland északi szigetén. Japánban Hokkaidó-szigetén és Tokió környékén. Kína területén Sanghaj környékén és Mandzsuriában. Az Amerikai Egyesült Államok Alabama, Arizona, Arkansas, Georgia, Idaho, Montana, Nebraska, Nevada, Oklahoma, Oregon, Texas, Utah és Virginia szövetségi államokban. Kanadában Új-Funland, Quebec tartományokban és Labrador vidékén. Jelentős előfordulások vannak Bolívia, Brazília, Peru és Mexikó területén.
Kísérő ásványok: olivin, kvarc, biotit, labradorit a gránátcsoport több eleme és a földpátcsoport több tagja.

## Hazai előfordulásai
A Visegrád környéki amfibolandezit képződményekben gyakori kőzetalkotó ásvány a hipersztén. A kisebb mélységekben és felszíni kiömlésekben megszilárdult dácit jelentős mennyiségben tartalmazza. Megtalálható Dobogó-kő környékén több helyen. A Cserhát, a Mátra és a Bükk-vidék hegységek andezit tömzseiben valamint Szarvaskő közelében előforduló gabbró lényeges elegyrésze. Gyöngyössolymos község közelében a Kis-hegy alsószarnmata-kori riolit üregeiben és repedéseiben felnőtt vöröses színű félig-fémfényű hipersztén kristályok találhatók.